# Preußischer Landeseisenbahnrat
Der Preußische Landeseisenbahnrat war ein beratendes Gremium für die Preußische Staatseisenbahn. Er fungierte als Mittler zwischen der Staatseisenbahnverwaltung und einigen gesellschaftlichen Gruppen mit hohem Interesse am Eisenbahnverkehr. Inhaltlich ging es in seinen Beratungen überwiegend um Tariffragen.

## Vorgeschichte
Bereits 1874 bildete sich auf Anregung der Handelskammer in Mühlhausen ein Verkehrsausschuss für Elsaß-Lothringen bei den Reichseisenbahnen in Elsaß-Lothringen. In Elsaß-Lothringen bestand die regionale Schwierigkeit, dass nach der Annexion des Gebietes durch das Deutsche Reich die traditionellen Handelsverbindungen nach Frankreich nun durch eine Zollschranke belastet waren, Verbindungen ins Reich aber erst entstehen mussten. Handel und Industrie von Elsaß-Lothringen wollten deshalb bei den Tarifen den Reichseisenbahnen in Elsaß-Lothringen entsprechenden Einfluss nehmen. Dazu sollte der Verkehrsausschuss für Elsaß-Lothringen dienen. Der Staat war, um die Integration von Elsaß-Lothringen ins Reich zu fördern, bereit, sehr weit auf die Wünsche und Interessen der dortigen Einwohner einzugehen. Die Reichseisenbahnen in Elsaß-Lothringen waren durch die Dominanz des Königreichs Preußen im Deutschen Reich sehr mit Preußen verflochten. Der Präsident des Reichseisenbahnamtes, Albert von Maybach, war von dem Protokoll der ersten Sitzung des Verkehrsausschusses so beeindruckt, dass er in einem Rundschreiben an alle Reichseisenbahnen und der Reichsaufsicht unterstehenden Eisenbahnen empfahl, so etwas auch einzurichten.
Bei der großen Verstaatlichungswelle der Eisenbahnen in Preußen um 1880 wurde die Einrichtung dann auf gesetzlicher Grundlage für die gesamte Staatsbahn eingeführt. Dies diente auch dazu, Bedenken des liberalen Bürgertums gegen die Verstaatlichung von Privatbahnen abzumildern.

## Preußischer Landeseisenbahnrat

### Struktur
Der Preußische Landeseisenbahnrat war für die gesamte Staatsbahn zuständig. Daneben gab es Bezirkseisenbahnräte, die für den Bereich einer oder mehrerer dafür zusammengefasster Eisenbahndirektionen zuständig waren. Die Geschäftsführung des Preußischen Landeseisenbahnrats lag bei der Staatsbahn. Für die Zeit zwischen den Sitzungen und zu ihrer Vorbereitung bildete der Preußische Landeseisenbahnrat einen „Ständigen Ausschuss“.

### Zusammensetzung
Der Preußische Landeseisenbahnrat wurden sowohl nach einem regionalen Proporz als auch nach einem Proporz der verschiedenen, vertretenen Wirtschaftszweige besetzt.
An der Spitze des Preußischen Landeseisenbahnrates stand der Vorsitzende und dessen Vertreter. Sie wurden vom König ernannt und waren nicht stimmberechtigt. Weitere Mitglieder (und je einen Vertreter) beriefen die Ministerien: jeweils für drei Jahre drei Mitglieder der für Handel und Gewerbe und der für den Agrar- und Forstbereich zuständige Minister, je zwei der auch für die Eisenbahn zuständige Minister der öffentlichen Arbeiten und der Minister der Finanzen. Diese Mitglieder durften keine Beamten sein. Dreißig weitere Mitglieder aus Industrie (9 Mitglieder), Handel (9 Mitglieder), Forst- und Agrarbereich (insgesamt 12 Mitglieder) und deren Vertreter wählten die Bezirkseisenbahnräte. Außerdem war der Preußische Minister der öffentlichen Arbeiten als preußischer Eisenbahnminister in den Sitzungen durch einen Kommissar vertreten.

### Aufgaben
Wichtigste Aufgabe des Preußischen Landeseisenbahnrates war, Vorschläge und Stellungnahmen zur Tarifpolitik – es ging in erster Linie um Frachttarife – zu unterbreiten. Dabei ging es um die Ausnahmetarife – die Regeltarive wurden von der „Ständigen Tarifkommission“ beraten. Allerdings wurden zeit- und gebietsweise Beförderungsleistungen nach den Ausnahmetarifen in viel höherem Maß in Anspruch genommen als die Regeltarife.

## Geschichte

### Entstehung
Ab etwa 1879 diskutiert trat zum 1. Januar 1883 mit dem Gesetz, betreffend die Einsetzung von Bezirkseisenbahnräthen und eines Landeseisenbahnrathes für die Staatseisenbahnverwaltung vom 1. Juni 1882 die rechtliche Grundlage für die Arbeit des Landeseisenbahnrates in Kraft.

### Arbeit
Die erste Sitzung fand am 22. September 1883 oder am 16. November 1883 im Hauptbahnhof Potsdam statt. Dabei gab er sich auch eine Geschäftsordnung. In den folgenden Jahren traf sich der Preußische Landeseisenbahnrat kontinuierlich und beriet alle anstehenden Tarifänderungen.
Bis Ende 1913 traf sich der Preußische Landeseisenbahnrat zu 71 Sitzungen. In den ersten beiden Jahren des Ersten Weltkriegs arbeitete der Preußische Landeseisenbahnrat relativ „normal“ weiter. Ab dem dritten Kriegsjahr verschlechterte sich die Situation der Eisenbahn aber zusehends, so dass kaum Spielraum für Wünsche und Beratung durch die im Preußischen Landeseisenbahnrat vertretenen Interessengruppen mehr bestand.

### Ende
Mit der „Verreichlichung“ der Länderbahnen 1922 verschwand auch die vom Preußischen Landeseisenbahnrat zu beratende Preußische Staatsbahn. Der Preußische Landeseisenbahnrat wurde – ebenso wie die entsprechenden Einrichtungen bei den anderen Länderbahnen – durch einen Reichseisenbahnrat ersetzt. Regional wurden 13 „Landeseisenbahnräte“ gebildet. Im Prinzip wurde also das hergebrachte preußische System übernommen. Allerdings änderte sich die Zusammensetzung: Über die Gewerkschaften wurden nun auch Arbeitnehmervertreter Mitglieder. Im „Führerstaat“ des Nationalsozialismus waren Beiräte ein unerwünschter Fremdkörper. Reichseisenbahnrat und „Landeseisenbahnräte“ wurden zum 19. September 1934 aufgelöst.

## Bezirkseisenbahnräte
Die Bezirkseisenbahnräte hatten über die Beratung in Tarifangelegenheiten hinaus auch noch in bei der Fahrplangestaltung mitzuwirken. Sie waren für den Bereich einer oder mehrerer dafür zusammengefasster Eisenbahndirektionen zuständig. Sie setzten sich aus Mitgliedern der Handelskammern, der kaufmännischen Kooperationen und der landwirtschaftlichen Provinzialvereine zusammen. Jede Direktion erhielt einen Bezirkseisenbahnrat mit Ausnahme der beiden Kölner Direktionen (links- und rechtsrheinisch) und der Direktion Elberfeld. Für diese drei Direktionen wurde ein gemeinsamer Bezirkseisenbahnrat gebildet.

## Vergleichbare Einrichtungen bei anderen Länderbahnen
- 1877 im Großherzogtum Oldenburg: Freie Vereinigung zur Wahrung und Förderung der Eisenbahnverkehrsinteressen im Gebiete der oldenburgischen Staatseisenbahnen.[18] Erst 1907 wurde dieser aber nach preußischem Vorbild mit einer gesetzlichen Grundlage ausgestattet und ebenfalls „Landeseisenbahnrat“ genannt. Im Gegensatz zum preußischen Modell gehörten dem Oldenburger Gremium auch drei Arbeitnehmervertreter an.[19]
- 1878 im Königreich Württemberg: Beratender Ausschuß von Vertretern des Handels und der Gewerbe, sowie der Landwirtschaft. Er ging 1881 im Beirat der Verkehrsanstalten auf, der der Verkehrsabteilung des Ministeriums der Auswärtigen Angelegenheiten zugeordnet war, nicht mehr den Königlich Württembergischen Staats-Eisenbahnen.[19]
- 1880 im Großherzogtum Baden: Eisenbahnrat bei den Großherzoglich Badischen Staatseisenbahnen[19]
- 1881 Königreich Bayern: Eisenbahnrat, ab 1908: Landeseisenbahnrat[20]
- 1881 Großherzogtum Hessen: Eisenbahnrat[20] – nach der Fusion von Hessischer Ludwigsbahn, den Hessischen Staatseisenbahnen und den im Großherzogtum Hessen gelegenen preußischen Strecken 1896 zur Preußisch-Hessischen Eisenbahngemeinschaft wurde der hessische Eisenbahnrat 1897 aufgelöst.[21]
- 1881 Königreich Sachsen: Eisenbahnrat bei den Königlich Sächsischen Staatseisenbahnen[21]
- 1890 Großherzogtum Mecklenburg-Schwerin: Landeseisenbahnrat für die in diesem Jahr zum zweiten Mal verstaatlichte Großherzoglich Mecklenburgische Friedrich-Franz-Eisenbahn[21]
- 1908 Königreich Bayern: Verkehrsausschuss für die Bayerische Pfalz, nachdem dort die Eisenbahnen größtenteils verstaatlicht worden waren.[20]

Auch in Österreich (Cisleithanien) bestand ein Staatseisenbahnrat.

## Beiräte außerhalb der Eisenbahn in Preußen und im Reich
- 1872 Der Deutsche Landwirtschaftsrat agierte als Dachverband gegenüber den staatlichen Stellen der Länder und des Reiches wie ein Beirat, ohne allerdings durch eine gesetzliche Grundlage legitimiert zu sein.[22]
- 1890 Kolonialrat bei der Kolonialabteilung des Auswärtigen Amtes.[23]
- 1896 Börsenausschuß beim Bundesrat[24]
- 1897 Auswanderungsbeirat der Konzessionierungsstelle für Auswanderungsunternehmen beim Reichskanzler[23]
- 1900 Reichsgesundheitsrat beim Kaiserlichen Gesundheitsamt[25]